# جورج گیبس (بازیکن فوتبال، زاده ۱۹۵۳)
جورج گیبس (انگلیسی: George Gibbs؛ زادهٔ ۲۳ دسامبر ۱۹۵۳) بازیکن فوتبال اهل بریتانیا است.